# Иффандик
Иффандик (фр. Iffendic) — коммуна на северо-западе Франции, находится в регионе Бретань, департамент Иль и Вилен, округ Ренн, кантон Монфор-сюр-Мё. Расположена в 28 км к западу от Ренна, в 10 км от национальной автомагистрали N12. Через территорию коммуны протекает река Мё, приток Вилена.
Население (2018) — 4 528 человек. 

## История
Иффандик располагается на пересечении двух римских дорог: от Нанта до Корсёля и от Ренна до Каре. На берегу реки Мё была построена церковь, разрушенная викингами в X веке. В 1122 году была построена новая церковь, уже на нынешнем месте, переданная аббатству Мармутье в Турени. После основания бенедиктинского монастыря в Сен-Мало приход в Иффандике перешел в его подчинение. 
В Средние Века на территории Иффандика было построено несколько замков, в одном из которых, шато де Бутаван, в XII—XIV веках проживали сеньоры де Монфор, пока их собственный замок был разрушен. 
Как и многие населенные пункты региона, Иффандик приветствовал Великую Французскую революцию с ее главным праздником — годовщиной казни короля Людовика XVI с принесением клятвы ненависти королю и анархии.

## Достопримечательности
- Церковь Сент-Элуа (Святого Элигия) XVI века
- Шато де ла Шас конца XIX века
- Шато де Трегуй XVI века, реконструированный в XIX веке
- Шато дю Брей XIX века в стиле неоренессанса
- Шато дю Пен XIX века, в настоящее время небольшой отель
- Руины шато де Бутаван
- Часовня Святого Варфоломея XII века
- Лощина «Волчья пещера» (Vallon de la Chambre au Loup) с многочисленными пешеходными маршрутами, базой отдыха и центром конного спорта
- Озеро Тремлен

## Экономика
Структура занятости населения:
- сельское хозяйство — 20,4 %
- промышленность — 4,0 %
- строительство — 13,2 %
- торговля, транспорт и сфера услуг — 29,8 %
- государственные и муниципальные службы — 32,5 %

Уровень безработицы (2018) — 8,4 % (Франция в целом —  13,4 %, департамент Иль и Вилен — 10,4 %). 

Среднегодовой доход на 1 человека, евро (2018) — 21 780 (Франция в целом — 21 730, департамент Иль и Вилен — 22 230).

## Демография
Динамика численности населения, чел.

## Администрация
Пост мэра Иффандика с 2014 года занимает член Радикальной левой партии Christophe Martins (Кристоф Мартен), член Совета департамента Иль и Вилен от кантона Монфор-сюр-Мё. На муниципальных выборах 2020 года возглавляемый им левый список был единственным.
| Период | Период | Фамилия        | Партия                   | Примечания                                                               |
| ------ | ------ | -------------- | ------------------------ | ------------------------------------------------------------------------ |
| 1971   | 1983   | Пьер Пино      |                          | фермер                                                                   |
| 1983   | 1995   | Ги Кольо       |                          | административный работник                                                |
| 1995   | 2006   | Реми Демёре    | Разные правые            | торговец зерном                                                          |
| 2006   |        | Кристоф Мартен | Радикальная левая партия | территориальный чиновник, член Генерального совета и Совета департамента |

## Города-побратимы
- Оруне, Италия

## Галерея

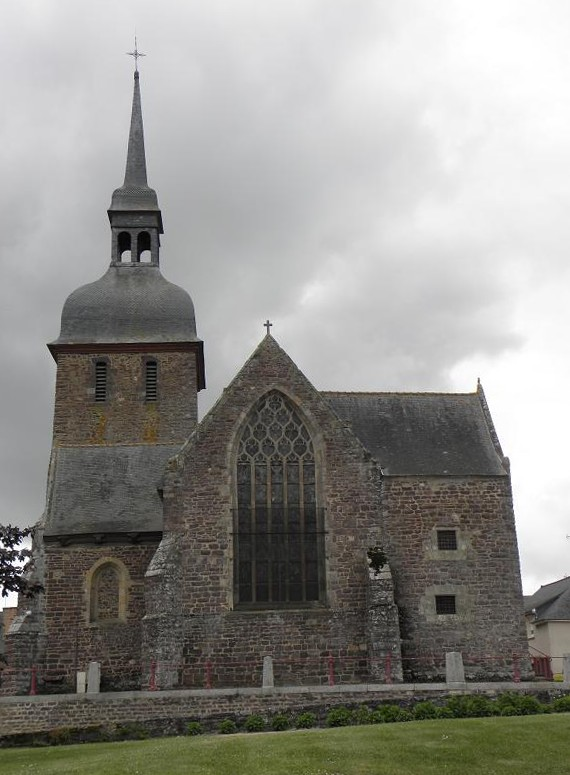
Церковь Сент-Элуа
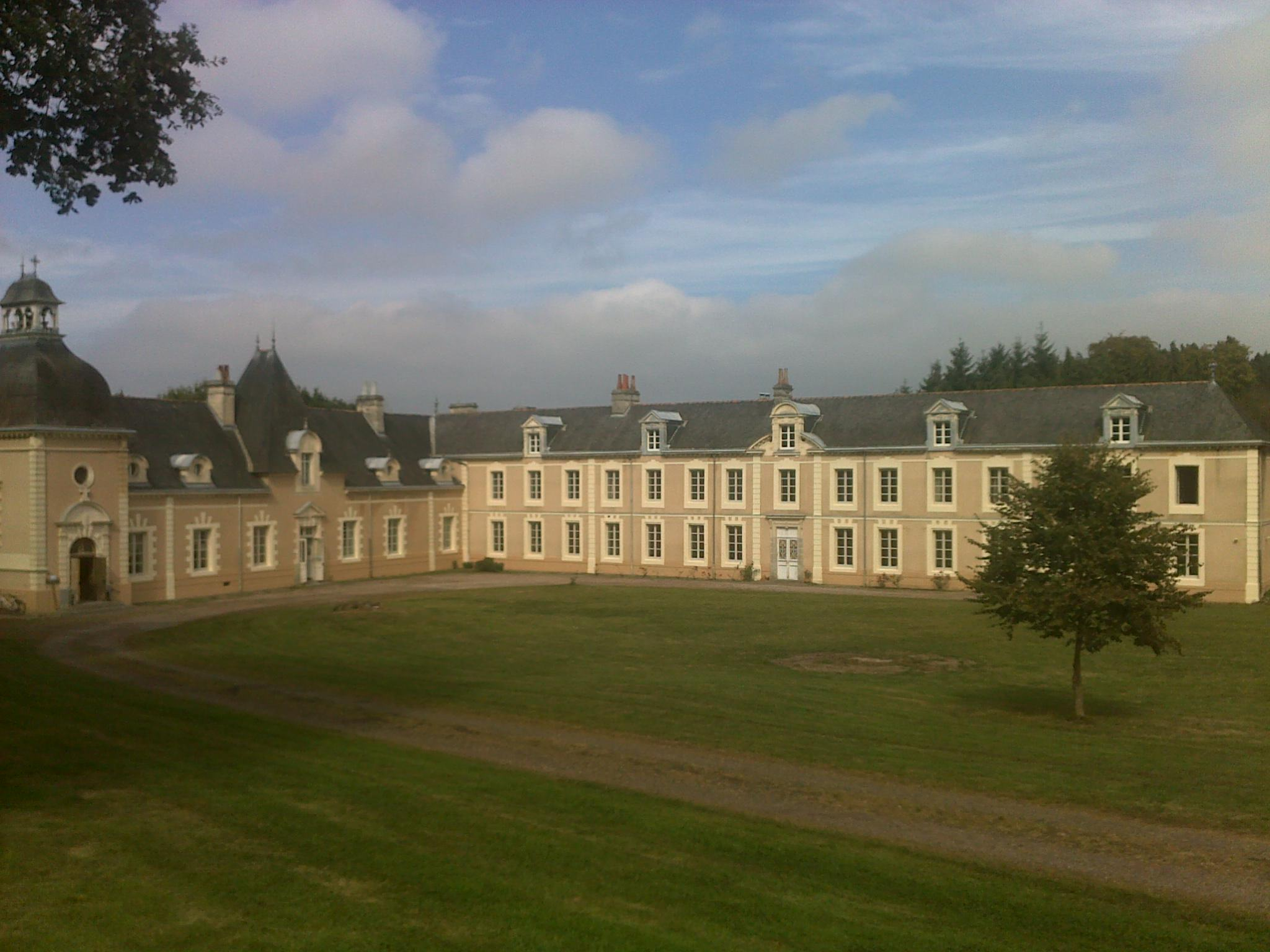
Шато де ла Шас
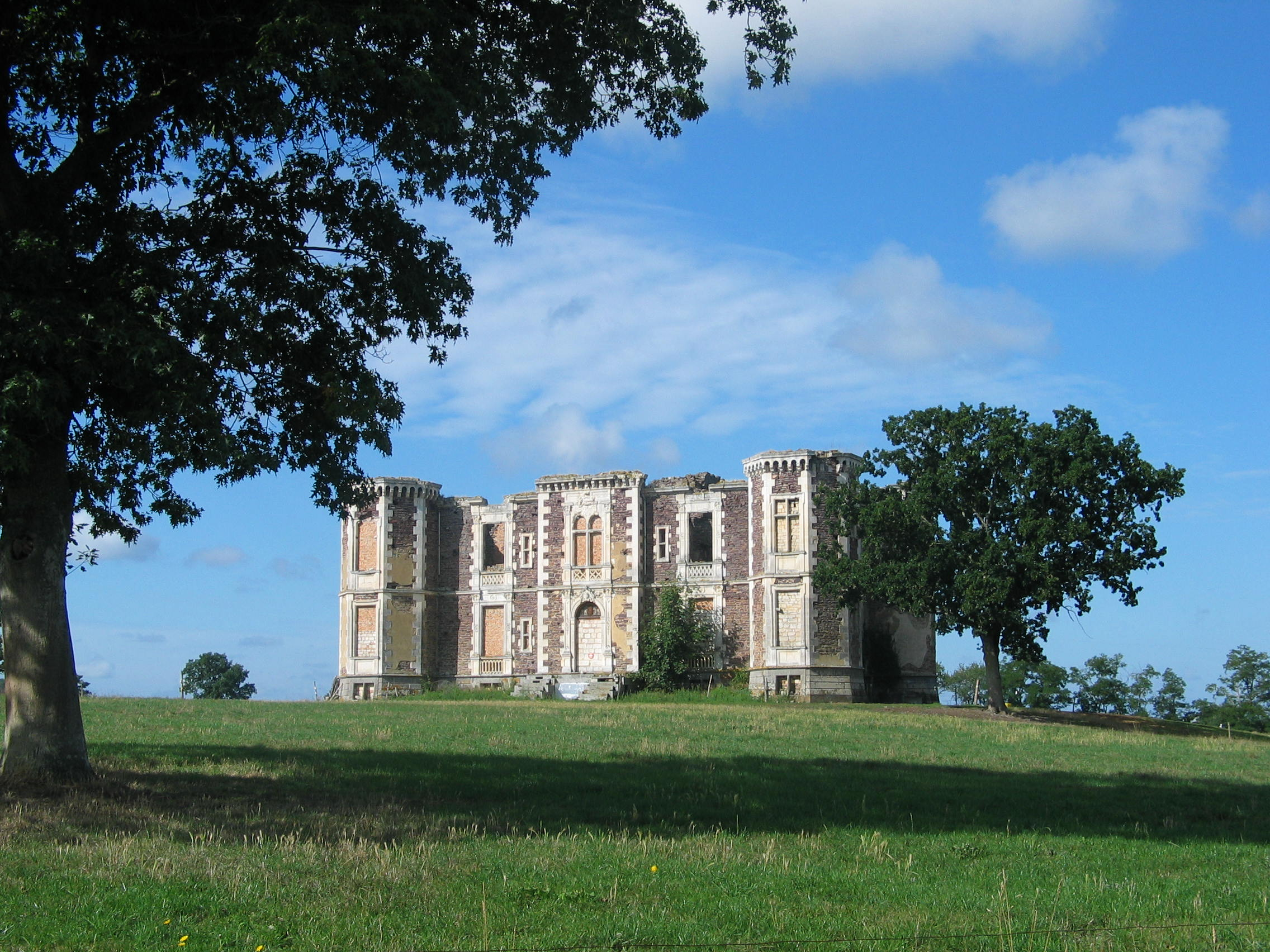
Шато дю Брёй
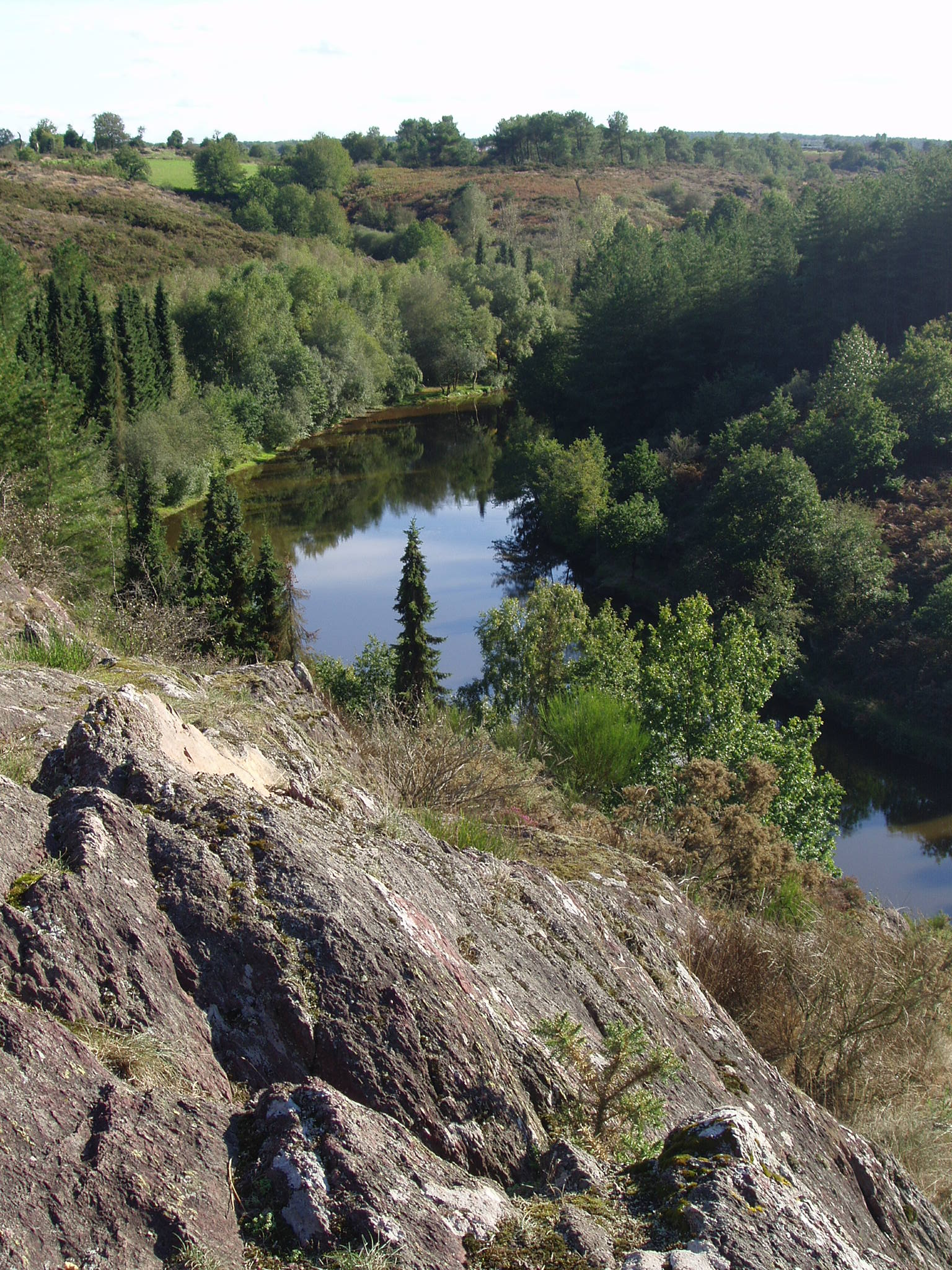
Лощина «Волчья пещера»